# 2571 Ґейсей
2571 Ґейсей (2571 Geisei) — астероїд головного поясу, відкритий 23 жовтня 1981 року.
Тіссеранів параметр щодо Юпітера — 3,617.